# In Spite of the Evidence
In Spite of the Evidence è un cortometraggio muto del 1914 diretto da Walter C. Bellows. Prodotto dalla Selig Polyscope Company, il film aveva come interpreti Ralph Delmore, Adrienne Kroell, Harold Vosburgh e Frank Weed.

## Produzione
Il film fu prodotto dalla Selig Polyscope Company.

## Distribuzione
Distribuito dalla General Film Company, il film - un cortometraggio in una bobina - uscì nelle sale cinematografiche statunitensi il 23 aprile 1914.